# Bản giao hưởng ánh sáng

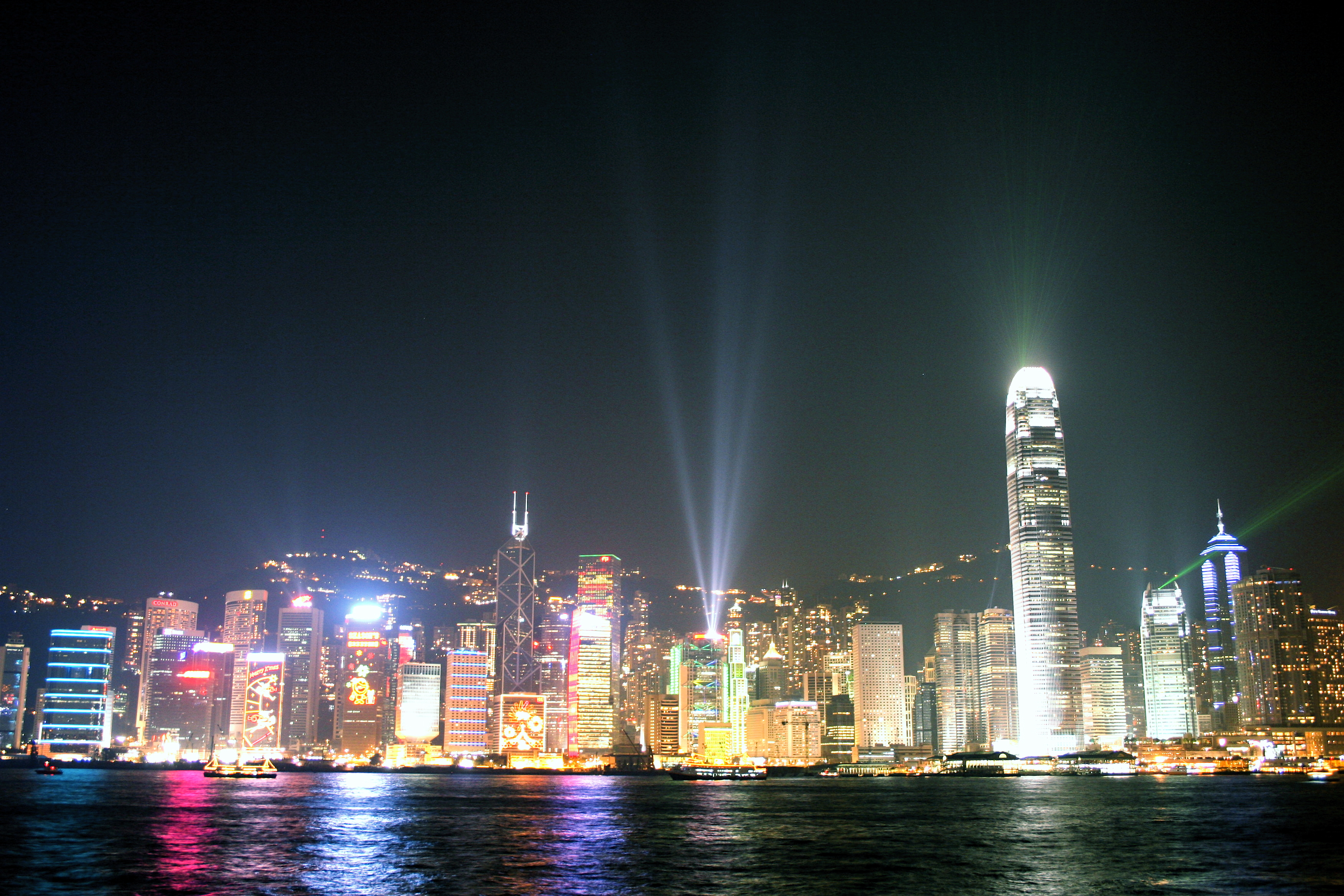
A Symphony of Lights, đêm hội ánh sáng ở Hồng Kông

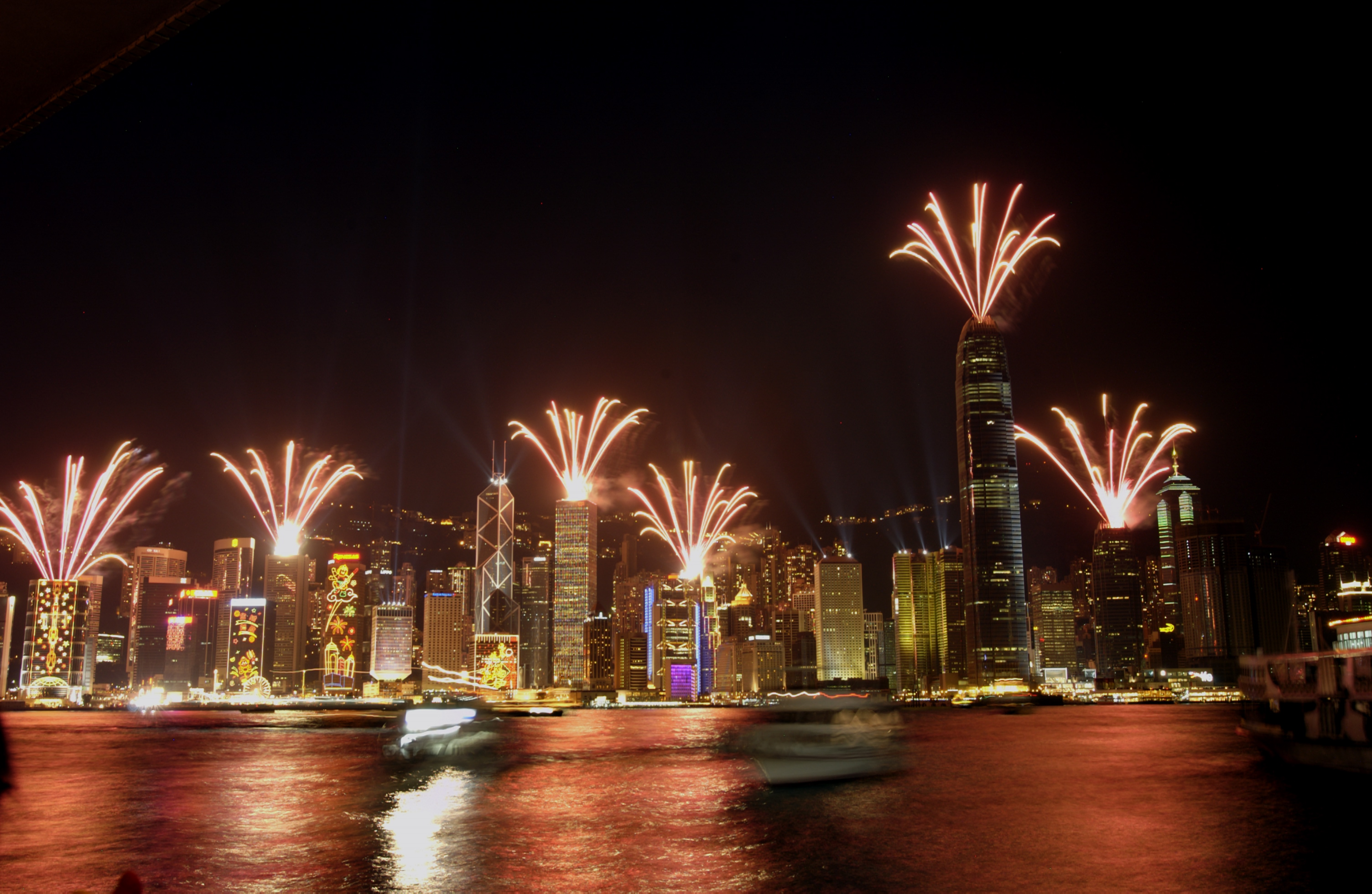
Một phần khung cảnh trong "Bản giao hưởng ánh sáng"

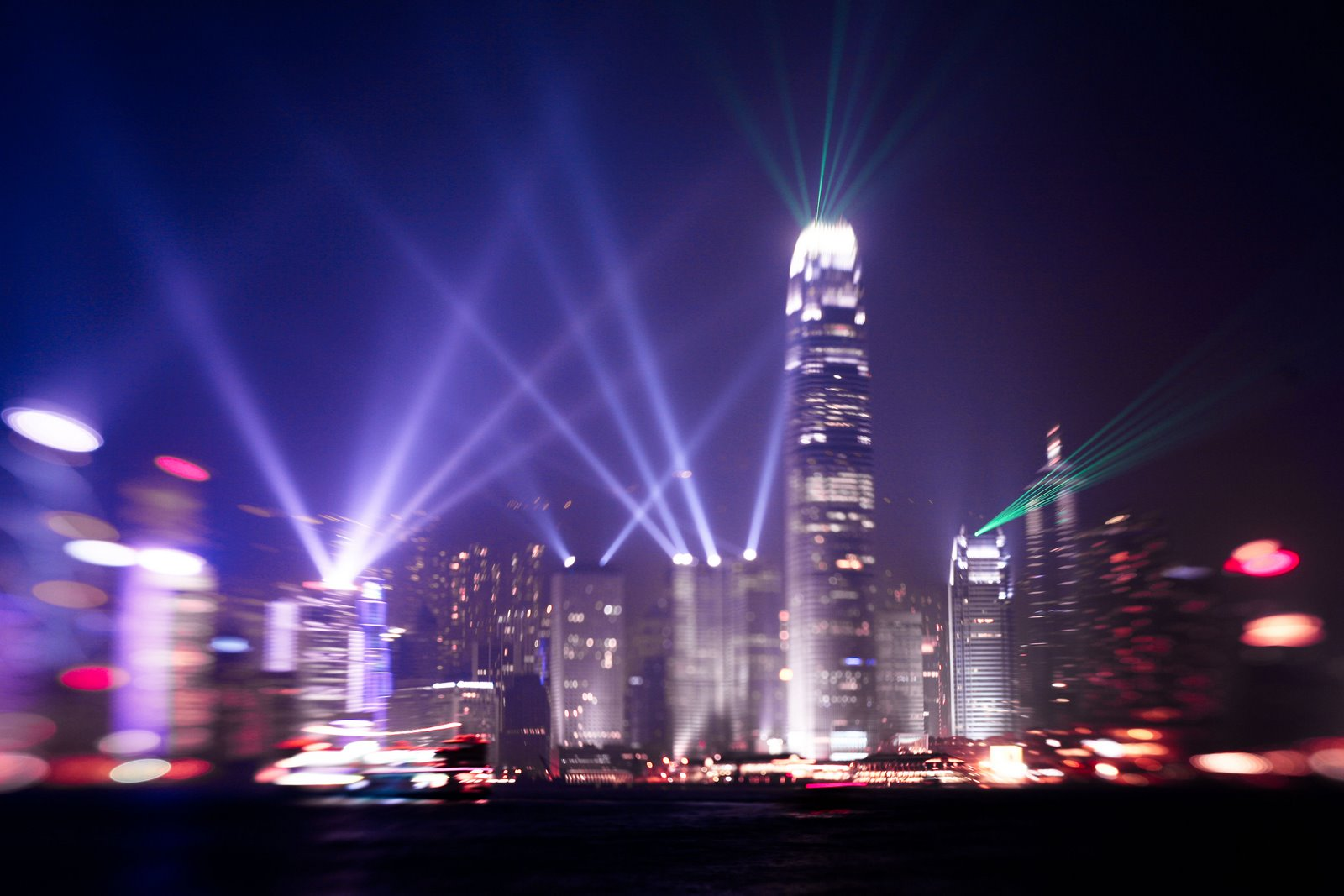
Ánh sáng và laser từ các tòa nhà chọc trời

A Symphony of Lights (Tiếng Trung Quốc: 幻彩詠香江; tạm dịch: Bản giao hưởng ánh sáng) là một chương trình kết hợp âm thanh và ánh sáng; với hệ thống âm nhạc, pháo hoa, đèn pha và đèn laser được bố trí ở 44 tòa nhà chọc trời nằm hai bên cảng Victoria, Hồng Kông. Chương trình diễn ra khoảng 14 phút từ 8 giờ tối  mỗi đêm, tính đến nay đã thu hút được 4 triệu du khách cùng dân địa phương, tiêu tốn khoảng 44 triệu đô la Hồng Kông. A Symphony of Lights là chương trình trình diễn âm thanh - ánh sáng thường xuyên lớn nhất thế giới và đã được đưa vào Sách Kỷ lục Guinness.